# 1 in 12 Club
1 in 12 Club – nazwa kolektywu, jak i budynku, w którym rezydują jego członkowie. Znajduje się w Bradford. Przestrzeń zarządzana jest przez członków na zasadach anarchistycznych. Działalność grupy to kampanie społeczne i polityczne – organizowanie wydarzeń pierwszomajowych – oraz wykorzystanie budynku jako centrum społeczne i miejsce dla sztuk performatywnych. W latach 80. był jednym z głównych miejsc brytyjskiej sceny crust i anarcho-punkowej, a w latach 90. gościł dużą część krajowej sceny straight edge metalcore.
Na 1 in 12 Club składają się dwa odrębne elementy: po pierwsze jest to grupa ludzi, którzy wspólnie działają na rzecz określonych ideałów politycznych i zmian społecznych, po drugie jest to budynek, w którym mieści się centrum społeczne. Grupa powstała w 1981, a obecny budynek został zajęty w 1988.

## Opis
Kolektyw został założony przez członków anarchistycznie zorientowanej organizacji Claimants Union z Bradford w 1981. Bezpośrednim ich celem było stworzenie i podtrzymanie sceny społecznej, dostępnej i przystępnej zarówno dla osób o niskich zarobkach, jak i bezrobotnych. Oczekiwano i liczono, że to z kolei zachęci ich do anarchistycznych wartości samozarządzania, współpracy i wzajemnej pomocy. Pod koniec lat 70. i na początku 80. w całej Wielkiej Brytanii dochodziło do masowej utraty miejsc pracy, a Bradford nie było wyjątkiem – GEC i International Harvester zamykały zakłady w mieście. W tej sytuacji wyłonił się szczególnie silny i aktywny Claimants Union, który prowadził energiczną kampanię na rzecz poprawy sytuacji osób bezrobotnych i nisko opłacanych w Bradford. W 1981 rządowe dochodzenie w sprawie oszustw dotyczących zasiłków wykazało, że 1 na 12 wnioskodawców aktywnie „oszukiwał państwo”. Kolektyw przyjął tę statystykę jako swoją nazwę.
Od samego początku 1 in 12 Club utożsamia się z anarchistycznymi zasadami samorządności, wzajemnej pomocy i współpracy. W związku z tym logo kolektywu zawsze było umieszczane na czerwono-czarnej fladze, historycznych kolorach międzynarodowego ruchu anarchistycznego.
Jeden z członków powiedział w 2003: „Chodzi o to, by mieć przestrzeń społeczną, która jest dostępna dla ludzi z klasy robotniczej. Chcemy również przestrzeni, przestrzeni dziennikarskiej, jeśli chcesz, gdzie możemy przedstawić nasze pomysły. Chodzi o odzyskanie tego, co jest nasze. Nie mamy prawa do odzyskania Filipin, mamy prawo do odzyskania Bradford, bo jest nasze. To zawsze było naprawdę silne uczucie, że Bradford jest nasze – nic więcej. Z tego płynie cała reszta – wszystko, co kolektyw zrobił”.

## Działania
Pierwotnym celem kolektywu było rozwijanie i szerzenie powyższych wartości poprzez koncerty, książki, płyty i akcje bezpośrednie. Członkowie i członkinie starają się działać na całe Bradford i nie tylko.
W 2005 w ramach 1 in 12 Club funkcjonował infoshop, kawiarnia, plac zabaw dla dzieci, bar, a także duże przestrzenie do spotkań i występów.
Wraz z innymi grupami, takimi jak Bristol's Easton Cowboys, 1 in 12 Club prowadzi antykapitalistyczny klub piłkarski. Kolektyw posiada też bibliotekę, którą w 1996 uroczyście otworzył anarchista Albert Meltzer. Z baru finansowana jest pozostała działalność centrum społecznego.
Centrum jest uczestnikiem UK Social Centre Network i byłym gospodarzem corocznego festiwalu punk/hardcore Means to an End.